# Форотік (комуна)
Форотік (рум. Forotic) — комуна у повіті Караш-Северін в Румунії. До складу комуни входять такі села (дані про населення за 2002 рік):
- Брезон (128 осіб)
- Комориште (671 особа)
- Сурдуку-Маре (507 осіб)
- Форотік (611 осіб)

Комуна розташована на відстані 366 км на захід від Бухареста, 24 км на захід від Решиці, 65 км на південний схід від Тімішоари.

## Населення
За даними перепису населення 2002 року у комуні проживали 1917 осіб.
Національний склад населення комуни:
| Національність | Кількість осіб | Відсоток |
| -------------- | -------------- | -------- |
| румуни         | 1750           | 91,3%    |
| цигани         | 133            | 6,9%     |
| німці          | 22             | 1,1%     |
| угорці         | 6              | 0,3%     |
| чехи           | 2              | 0,1%     |
| українці       | 1              | 0,1%     |
| серби          | 1              | 0,1%     |
| хорвати        | 1              | 0,1%     |

Рідною мовою назвали:
| Мова       | Кількість осіб | Відсоток |
| ---------- | -------------- | -------- |
| румунська  | 1837           | 95,8%    |
| циганська  | 69             | 3,6%     |
| німецька   | 6              | 0,3%     |
| угорська   | 3              | 0,2%     |
| сербська   | 1              | 0,1%     |
| хорватська | 1              | 0,1%     |

Склад населення комуни за віросповіданням:
| Релігія        | Кількість осіб | Відсоток |
| -------------- | -------------- | -------- |
| православні    | 1656           | 86,4%    |
| п'ятдесятники  | 82             | 4,3%     |
| греко-католики | 82             | 4,3%     |
| баптисти       | 60             | 3,1%     |
| римо-католики  | 33             | 1,7%     |
| адвентисти     | 2              | 0,1%     |